# راوش ۵۲۶۶
سیارک ۵۲۶۶ (به انگلیسی: 5266 Rauch، نامگذاری:4047T-2) پنج هزار و دویست و شصت و ششمین سیارک کشف شده‌است که در ۲۹ سپتامبر ۱۹۷۳ کشف شد.
قدر مطلق سیارک برابر ۱۳٫۹۰ است.